# Kamnik
Kamnik (alemany: Stein) és una ciutat i municipi d'Eslovènia. El municipi inclou Volčji potok, una exhibició permanent de flors i arbres sota els Alps Kamnik. La ciutat de Kamnik conserva edificis medievals sota el castell de sobre la muntanya. La ciutat té cap a 26.000 habitants. Des del 2010 Marjan Šarec n'és l'alcalde.